# Židovský hřbitov v Přistoupimi
Židovský hřbitov se nachází asi 200 metrů severně od centra Přistoupimi v okrese Kolín ve Středočeském kraji. Byl postaven kolem roku 1785 a od roku 1988 je chráněnou kulturní památkou.

## Historie a popis
Židovský hřbitov, kde se pohřby konaly až do druhé světové války, byl pravděpodobně založen v roce 1713, což je doloženo smlouvou o koupi pozemku pro hřbitov ze 13. listopadu téhož roku. Podstatněji byl rozšířen v roce 1847. Hřbitov sloužil i dalším židovským komunitám z okolí, například Židům Českého Brodu.
Posledními zde pohřbenými byly vězeňkyně, které zahynuly během transportu z Osvětimi 25. ledna 1945. Památku zdejších Židů, kteří byli v roce 1942 deportováni do Osvětimi, připomíná pamětní deska, jež se nachází na budově obecního úřadu, který byl vybudován jako synagoga. Tam si lze vypůjčit klíče k prohlídce areálu hřbitova.
Hřbitov v 70. letech 20. století prošel rekonstrukcí. Dodnes se dochovalo kolem 600 náhrobků barokního a klasicistního typu.

## Další fotografie

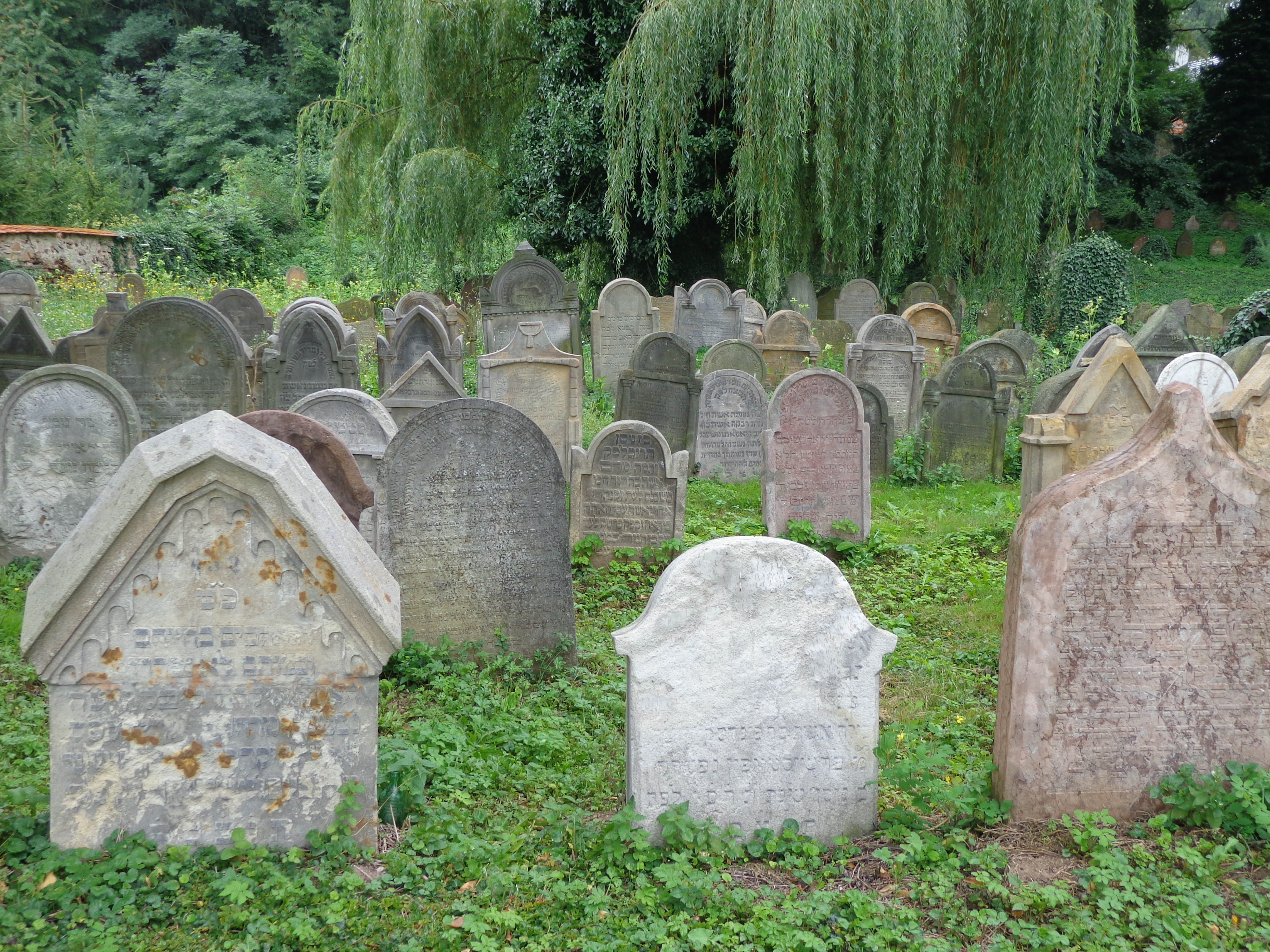
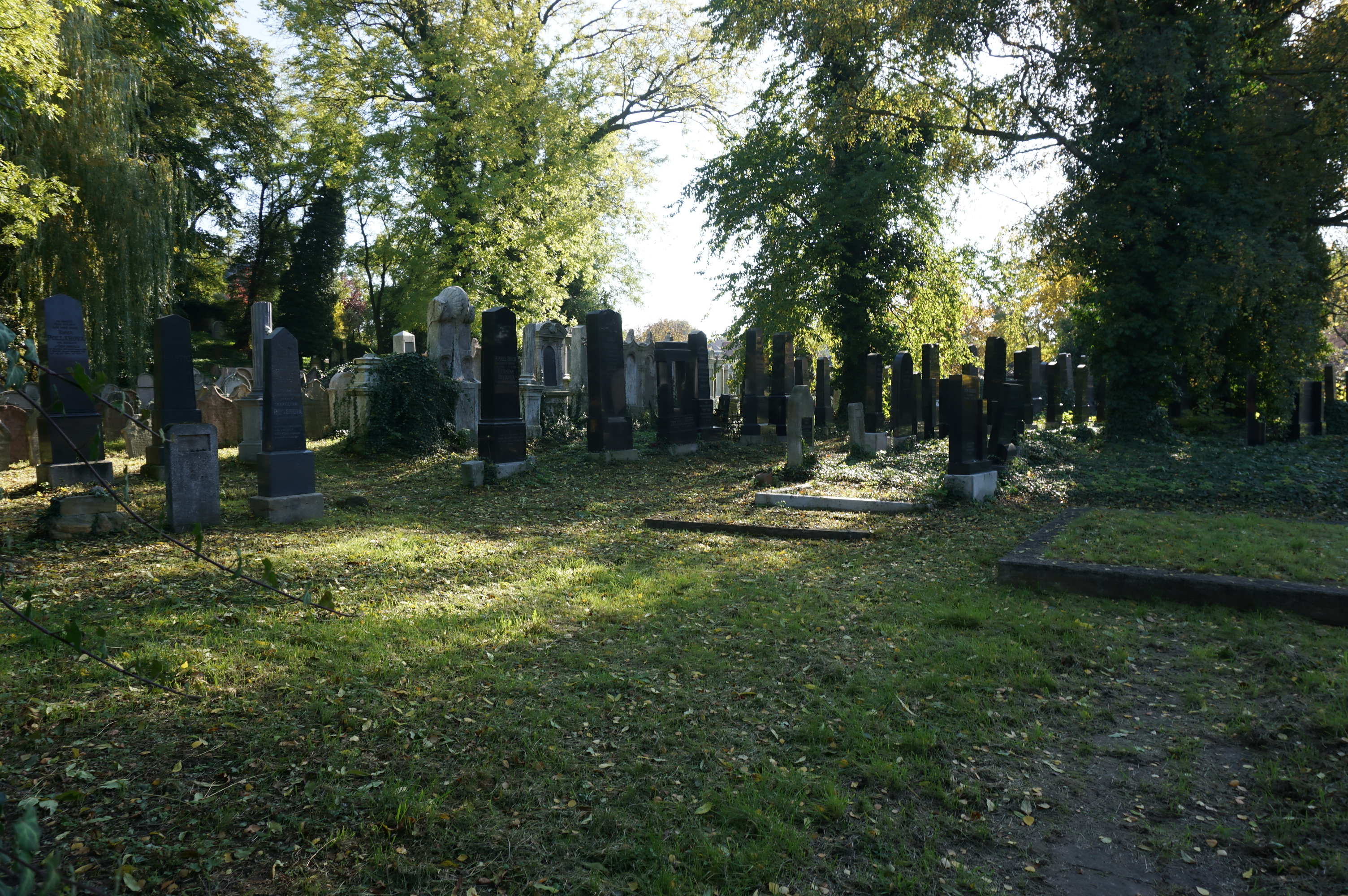
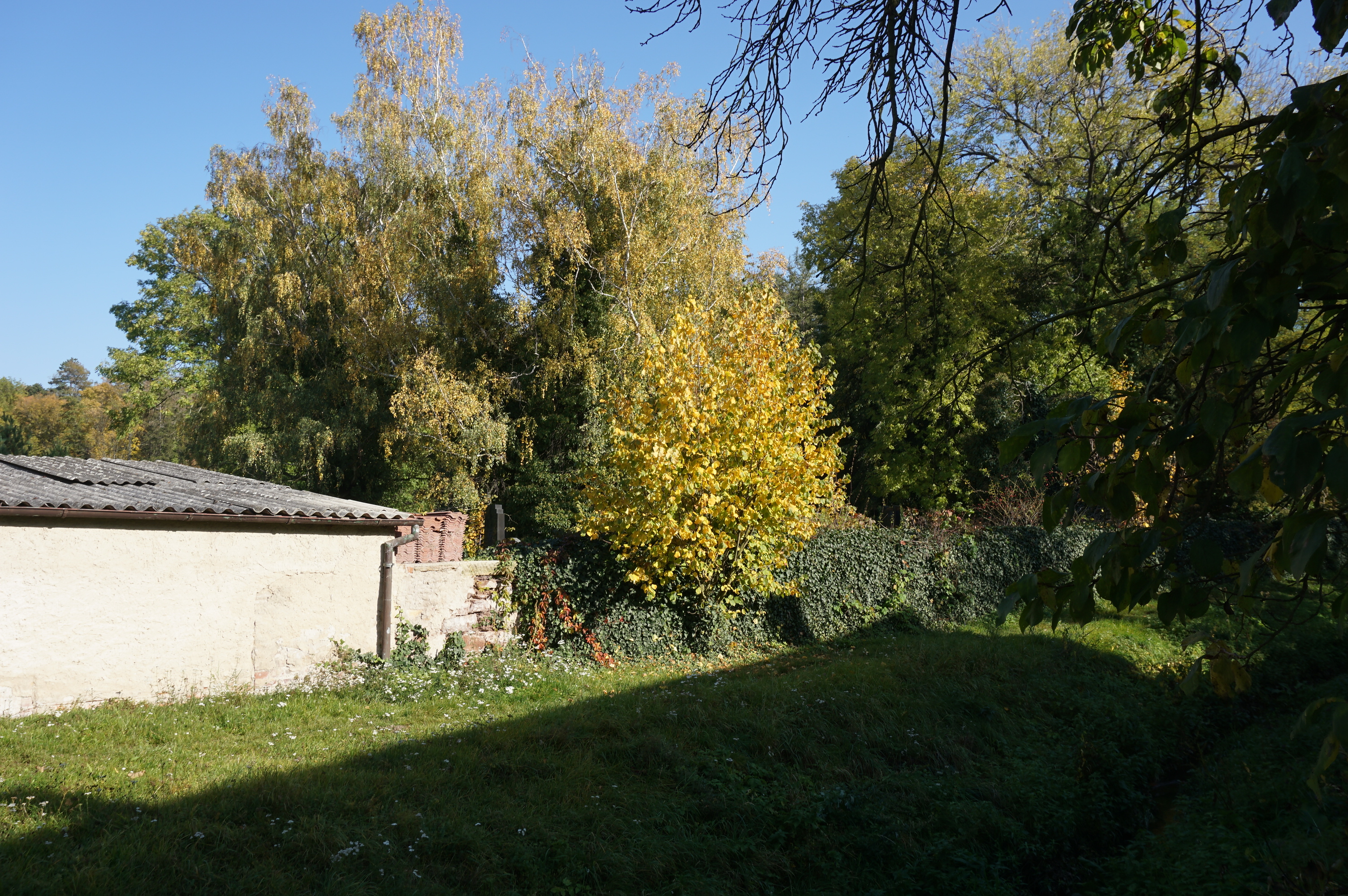